# Adalbert av Mainz
Adalbert av Mainz, död 1137, var en tysk ärkebiskop av Mainz 1111-1137.
Efter att länge ha varit kejsar Henrik V:s kansler övergick Adalbert till dennes motparti och blev ledare av detta parti. 1125 lyckades han genomdriva Lothar av Sachsens val till kung.